# 橫軸麥卡托投影

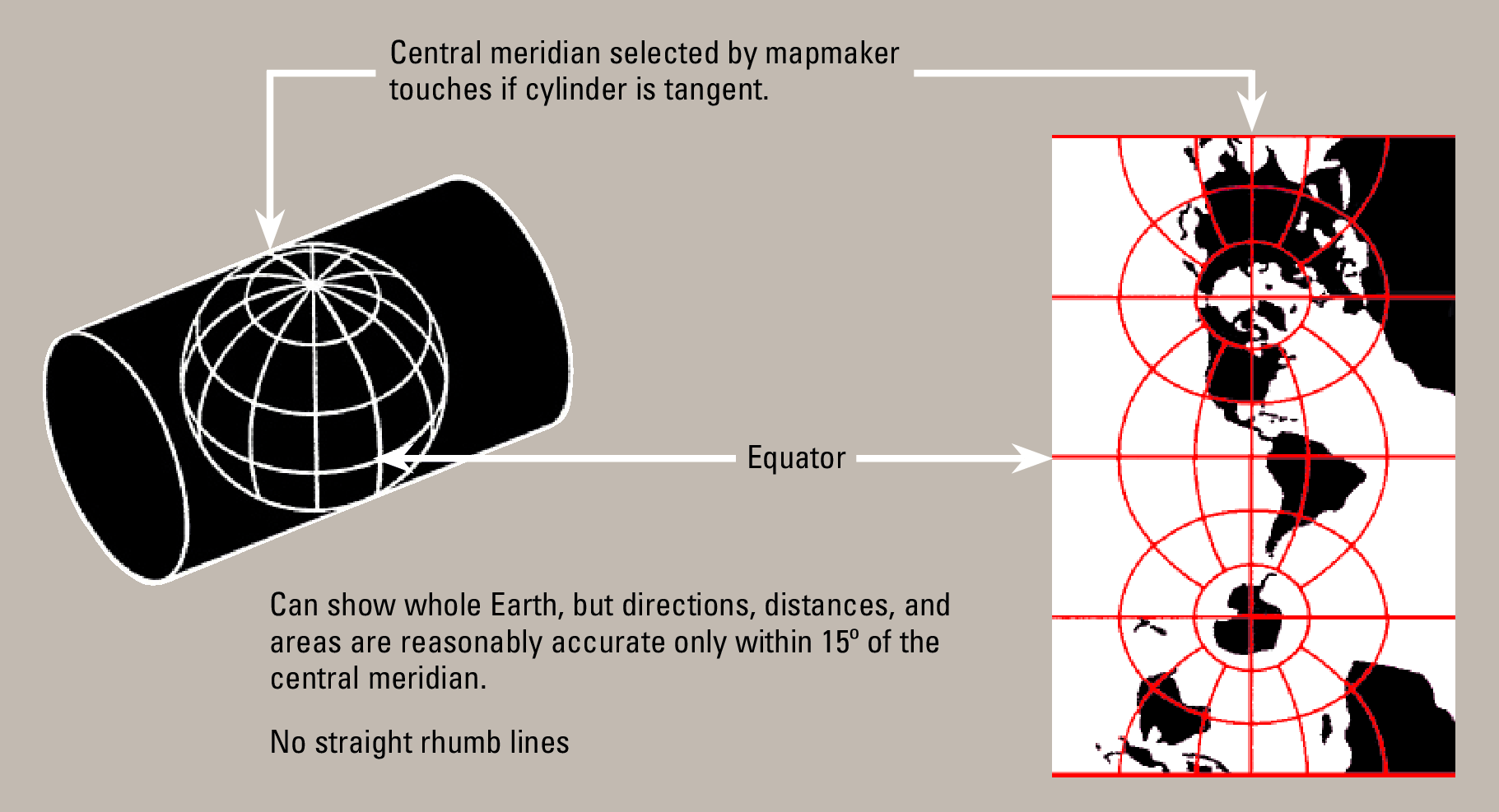
高斯投影的简单说明

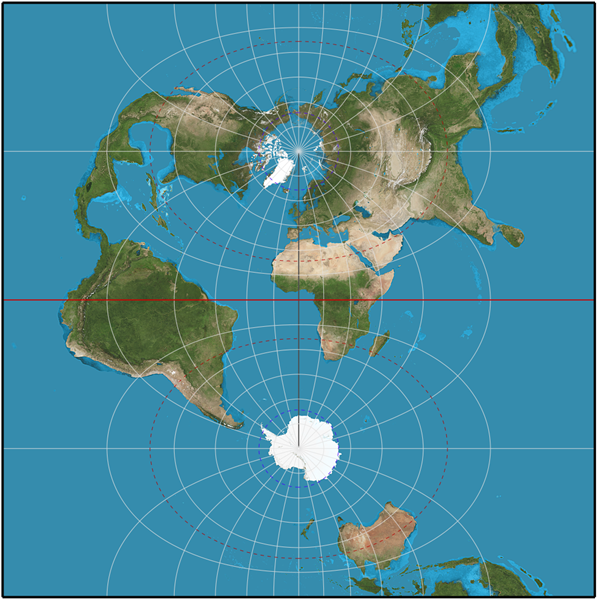
橫軸麥卡托

横轴墨卡托投影（transverse Mercator projection），又称高斯-克吕格投影（Gauss–Krüger projection），简称高斯投影，是一种地图投影法，它由德国数学家高斯于1820年代创立，1912年经德国大地测量学家克吕格完善。它是一种横轴等角切椭圆柱投影：假想一个平面卷成圆筒套在球体外面，圆柱的中心轴线通过地球的中心且与赤道面夹角为零，球面上一根子午线与圆柱面相切。这样，该子午线在圆柱面上的投影为一直线，赤道面与圆柱面的交线是一条与该子午线投影垂直的直线。将圆柱面展开成平面，由这两条正交直线就构成高斯-克吕格平面直角坐标系。为减少投影变形，高斯-克吕格投影分为3°带和6°带投影。